# Leichtathletik-Weltmeisterschaften 2011/Teilnehmer (Argentinien)
| Gelbes Symbol für Goldmedaillen mit stilisierten Olympischen Ringen | Graues Symbol für Silbermedaillen mit stilisierten Olympischen Ringen | Braundes Symbol für Bronzemedaillen mit stilisierten Olympischen Ringen |
| ------------------------------------------------------------------- | --------------------------------------------------------------------- | ----------------------------------------------------------------------- |
| —                                                                   | —                                                                     | —                                                                       |

Der argentinische Leichtathletik-Verband stellte bei den Leichtathletik-Weltmeisterschaften 2011 im koreanischen Daegu sechs Teilnehmer.

## Ergebnisse

### Männer

#### Laufdisziplinen
| Athlet           | Disziplin   | Vorlauf      | Vorlauf | Halbfinale | Halbfinale | Finale        | Finale        |
| Athlet           | Disziplin   | Zeit         | Platz   | Zeit       | Platz      | Zeit          | Platz         |
| ---------------- | ----------- | ------------ | ------- | ---------- | ---------- | ------------- | ------------- |
| Javier Carriqueo | 5000 m      | 13:47,51 min | 18      |            |            | ausgeschieden | ausgeschieden |
| Juan Manuel Cano | 20 km Gehen |              |         |            |            | 1:30:00 h     | 35            |

#### Sprung/Wurf
| Athlet             | Disziplin   | Qualifikation | Qualifikation | Finale        | Finale        |
| Athlet             | Disziplin   | Weite/Höhe    | Platz         | Weite/Höhe    | Platz         |
| ------------------ | ----------- | ------------- | ------------- | ------------- | ------------- |
| Maximiliano Díaz   | Dreisprung  | 15,91 m       | 26            | ausgeschieden | ausgeschieden |
| Germán Lauro       | Kugelstoßen | 19,50 m       | 20            | ausgeschieden | ausgeschieden |
| Juan Ignacio Cerra | Hammerwurf  | 64,27 m       | 34            | ausgeschieden | ausgeschieden |

### Frauen

#### Sprung/Wurf
| Athletin          | Disziplin  | Qualifikation | Qualifikation | Finale     | Finale |
| Athletin          | Disziplin  | Weite/Höhe    | Platz         | Weite/Höhe | Platz  |
| ----------------- | ---------- | ------------- | ------------- | ---------- | ------ |
| Jennifer Dahlgren | Hammerwurf | 72,70 m SB    | 3             | 69,72 m    | 10     |